# 69 v. Chr.
Portal Geschichte | Portal Biografien | Aktuelle Ereignisse | Jahreskalender | Tagesartikel

◄ |
2. Jahrhundert v. Chr. |
1. Jahrhundert v. Chr. |
1. Jahrhundert |
►

◄ | 80er v. Chr. | 70er v. Chr. | 60er v. Chr. | 50er v. Chr. |
40er v. Chr. |
►

◄◄ | ◄ | 72 v. Chr. | 71 v. Chr. | 70 v. Chr. | 69 v. Chr. |
68 v. Chr. |
67 v. Chr. |
66 v. Chr. |
► |
►►
Staatsoberhäupter

## Ereignisse

### Politik und Weltgeschehen
- Ein Abkommen mit dem Römischen Reich sichert den Parthern die Vorherrschaft östlich des Euphrat.
- Gaius Iulius Caesar ist wahrscheinlich Quästor im Stab des Statthalters Gaius Antistius Vetus in der römischen Provinz Hispania ulterior.

### Katastrophen
- Verheerendes Erdbeben in Antiochia.

## Geboren

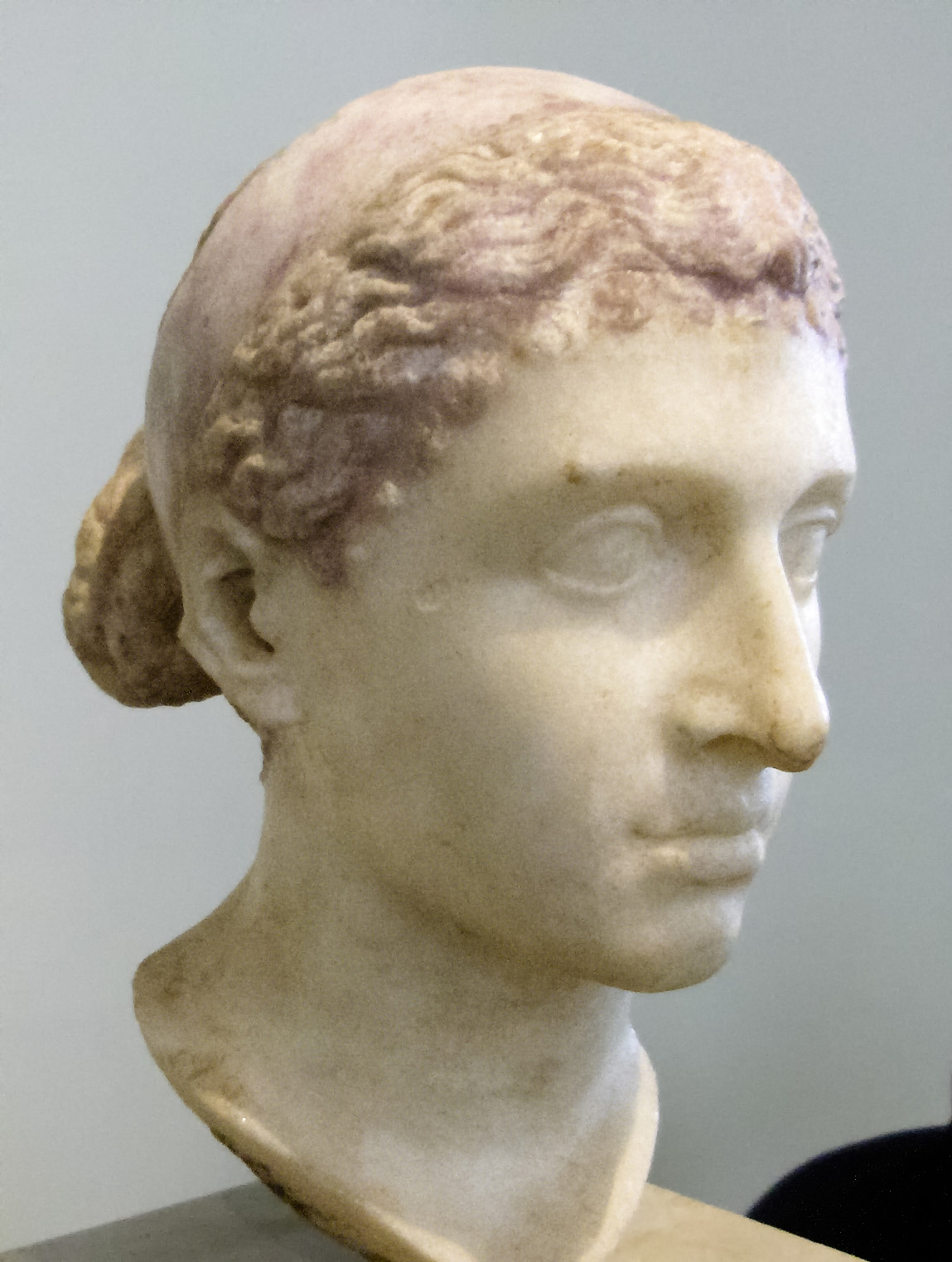
Kleopatra VII.

- Hyeokgeose, koreanischer König († 4 n. Chr.)
- Kleopatra VII., ptolemäische Königin von Ägypten († 30 v. Chr.)
- um 69 v. Chr.: Octavia Minor, Gattin von Marcus Antonius († 11 v. Chr.)

## Gestorben
- Kleopatra V., ptolemäische Königin von Ägypten
- um 69 v. Chr.: Cornelia, römische Patrizierin, Frau Caesars (* um 94 v. Chr.)